# Edward Seaga
Edward Philip George Seaga (Boston, 28 de maio de 1930 – Miami, 28 de maio de 2019) foi um político jamaicano nascido nos Estados Unidos. Foi primeiro-ministro da Jamaica entre 1980 e 1989. Morreu em 28 de maio de 2019 no dia de seu aniversário de 89 anos.